# Поляна (Гомельская область)
Поляна (бел. Паля́на) — посёлок в Чёнковском сельсовете Гомельского района Гомельской области Республики Беларусь.

## География

### Расположение
В 3 км от Гомеля.

## Гидрография
На реке Сож (приток реки Днепр).

## Транспортная сеть
Рядом автодорога Чёнки — Гомель. Планировка состоит из короткой дугообразной улицы, застроенной деревянными домами усадебного типа.

## История
Основан в начале 1920-х годов переселенцами из соседних деревень на бывших помещичьих землях. В 1931 году жители вступили в колхоз. Во время Великой Отечественной войны в октябре 1943 года немецкие оккупанты сожгли 24 двора, 6 жителей погибли на фронте. В 1959 году в составе подсобного хозяйства «Чёнки» производственного объединения «Кристалл» (центр — деревня Чёнки).

## Население

### Численность
- 2004 год — 91 хозяйство, 198 жителей

### Динамика
- 1940 год — 29 дворов, 124 жителя
- 1959 год — 144 жителя (согласно переписи)
- 2004 год — 91 хозяйство, 198 жителей